# Laczka János
Laczka János (18. század) irodalomtörténész.
Debrecenben végzett tanulmányait követően a hajdú kerületi Egyek iskolájának rektora volt, majd a Jászkun kerület főkapitányi tisztét töltötte be.
Irodalomtörténet-írásunk az író-filozófus Bessenyei György barátjaként és első életrajzírójaként tartja számon. Bessenyei-életrajzának vázlata kéziratban maradt, s csak egy évszázad elteltével adta ki Ballagi Aladár A m. kir. testőrség története, különös tekintettel irodalmi működésére című könyvében (1872).